# Municipio de Fall Creek (condado de Henry)
El municipio de Fall Creek (en inglés: Fall Creek Township) es un municipio ubicado en el condado de Henry en el estado estadounidense de Indiana. En el año 2010 tenía una población de 4612 habitantes y una densidad poblacional de 58,43 personas por km².

## Geografía
El municipio de Fall Creek se encuentra ubicado en las coordenadas 40°1′39″N 85°32′13″O / 40.02750, -85.53694. Según la Oficina del Censo de los Estados Unidos, el municipio tiene una superficie total de 78.93 km², de la cual 78.79 km² corresponden a tierra firme y (0.17%) 0.14 km² es agua.

## Demografía
Según el censo de 2010, había 4612 personas residiendo en el municipio de Fall Creek. La densidad de población era de 58,43 hab./km². De los 4612 habitantes, el municipio de Fall Creek estaba compuesto por el 97.7% blancos, el 0.33% eran afroamericanos, el 0.15% eran amerindios, el 0.39% eran asiáticos, el 0.02% eran isleños del Pacífico, el 0.24% eran de otras razas y el 1.17% pertenecían a dos o más razas. Del total de la población el 0.76% eran hispanos o latinos de cualquier raza.